# Garray
Garray é um município da Espanha, na província de Sória, comunidade autónoma de Castela e Leão. Tem 76,24 km² de área e em 2021 tinha 750 habitantes (densidade: 9,8 hab./km²). Pertence à comarca de Sória, e limita com os municípios de Sória, El Royo, Villar del Ala, Rebollar, Almarza, Fuentelsaz de Soria, Fuentecantos e Velilla de la Sierra.